# Махарадзе, Заури Анзориевич
Заури́ Анзо́рович Махара́дзе (укр. Махарадзе Заурі Анзорович; род. 24 марта 1993, Балта, Одесская область) — украинский и грузинский футболист, вратарь клуба «Мешахте».

## Игровая карьера
Первый тренер — Григорий Белый. В 12 лет стал воспитанником интерната донецкого «Олимпика». Контракт с главной командой подписал в 15—16 лет.
Дебютировал 24 августа 2010 в матче «Шахтёр» (Свердловск) — «Олимпик» (0:4) выйдя на замену на 89-й минуте встречи.
В составе донецкой команды становился чемпионом Украины среди команд второй (группа «Б», 2010/11) и первой лиги (2013/14).
26 июля 2014 года в игре с одесским «Черноморцем» дебютировал в Премьер-лиге.
По итогам 2017 года Махарадзе был признан лучшим игроком «Олимпика».
25 мая 2018 года стало известно, что Заури подписал контракт с луганской «Зарёй». Договор рассчитан на 3 года.

## Карьера в сборной
Играл в юношеских сборных Украины U-16, U-18, в 2009—2010 провёл 13 матчей. Дебютировал 26 мая 2009 в матче Украина — Польша U-16 (1:1), встав в ворота в стартовом составе. В 2014 году в составе молодёжной сборной Украины становился победителем Кубка Содружества.
21 мая 2018 года получил вызов в сборную Грузии.